# Дукатон

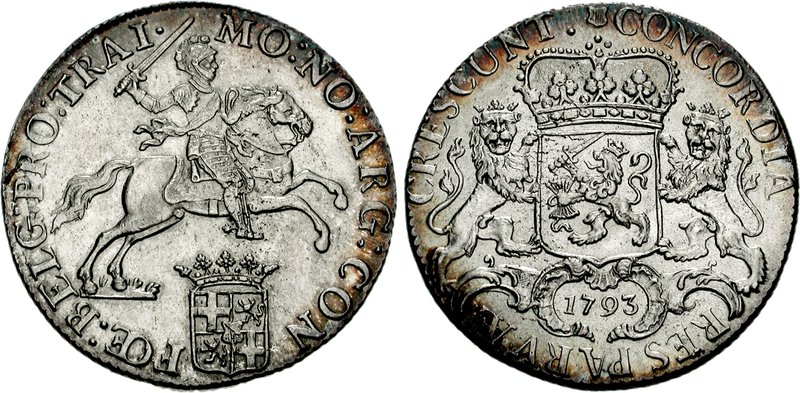
Утрехтский дукатон 1793 года

Дукатон, серебряный всадник, рейдер, рейдердальдер — крупная серебряная монета, имевшая широкое распространение на территориях республики Соединённых провинций, Южных Нидерландов и Льежского епископства в XVI—XVIII столетиях. Непродолжительный период времени дукатоны выпускали для колоний голландской Ост-Индской кампании.
Из-за общности названий к дукатонам могут также относить итальянские дукатоне.

## Начало выпуска
Впервые дукатоны начали чеканить в Гельдерне и Фризии в 1582—1585 годах. Изначально они являлись серебряными эквивалентами золотого дуката. Первые дукатоны весили 27,13 г при содержании 22,98 г чистого серебра. С 1618 года начат выпуск дукатонов в Южных Нидерландах. Монета соответствовала по стоимости 3 гульденам или 60 стюверам и весила 32,48 г при содержании 30,661 г, а позже 28,88 г чистого серебра.

## Внешний вид
На реверсе дукатонов Южных Нидерландов располагался испанский, либо с 1713 года австрийский герб. В независимой республике Соединённых провинций на монетах помещали гербовый щит со львом, который держат 2 льва. Аверс монет Южных Нидерландов содержал изображение монарха, в то время как в северной независимой части — скачущего всадника. Особенностью денежного обращения государства являлось наличие нескольких центров эмиссии. Каждая из составляющих республику провинций чеканила собственные дукатоны. Их вид отличался относительным однообразием. Отличительной чертой, свидетельствующей о месте выпуска, является герб провинции-эмитента на аверсе.

## Распространение
Дукатоны Соединённых провинций благодаря своему дизайну получили официальное название «серебряный всадник» (нидерл. zilveren rijder) или рейдер. Согласно резолюции Генеральных штатов от 19 июня 1659 года вес рейдеров должен был составлять 32,78 г серебра 941 пробы (30,846 г чистого серебра). Стоимость рейдера стала соответствовать 63 стюверам. В республике Соединённых провинций дукатоны или рейдеры чеканили вплоть до окончания её существования. С 1728 по 1751 год с перерывами дукатоны чеканили и для подконтрольных голландской Ост-Индской кампании владений.
Кроме Южных Нидерландов и Соединённых провинций дукатоны выпускали в Льежском епископстве. Здесь сложилась денежная система в которой 1 дукатон соответствовал 60 солям. 10 эскалинам или 240 лиардам.

## Прекращение выпуска

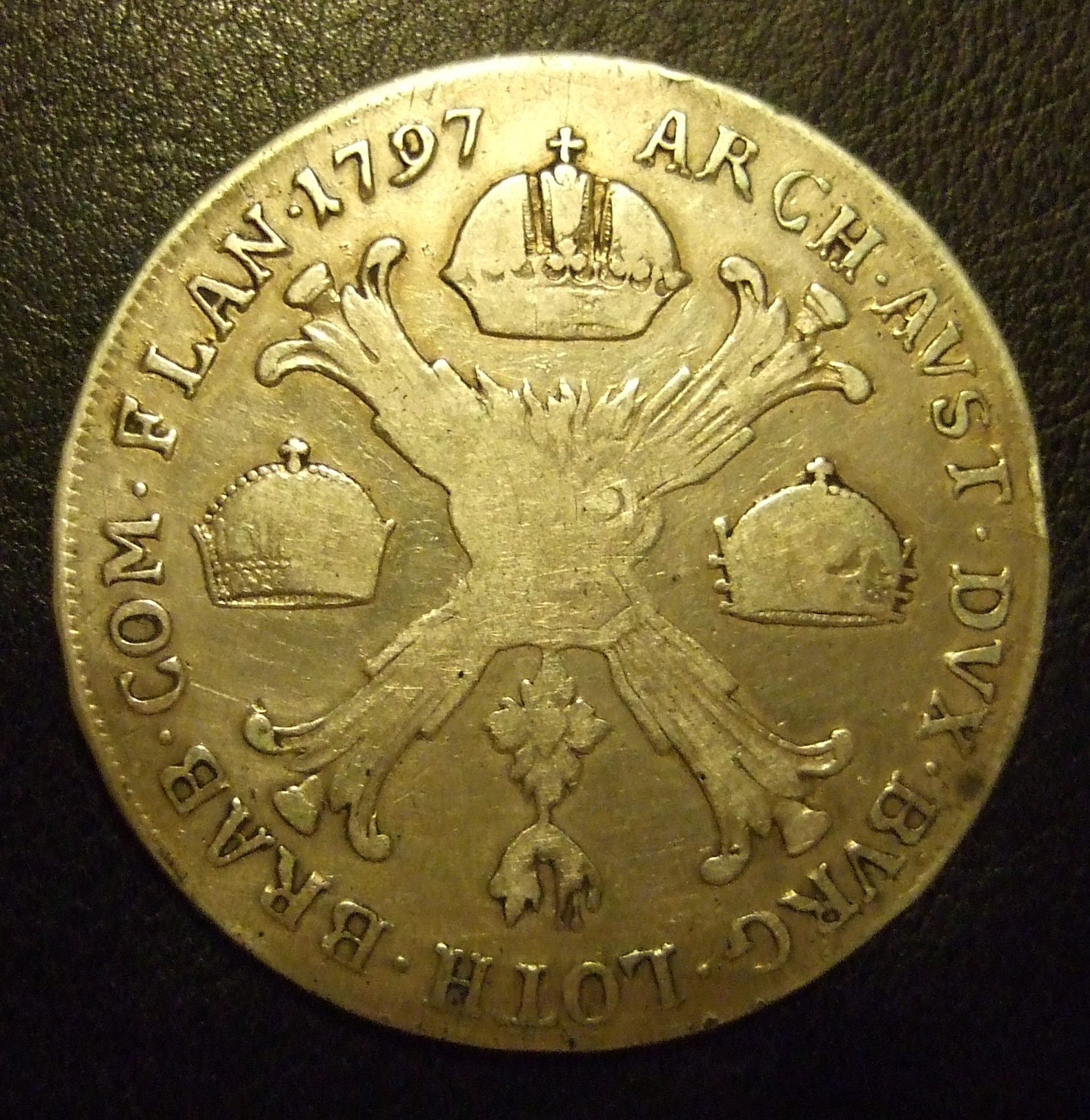
Преемник дукатона в Южных Нидерландах — кроненталер

В Южных Нидерландах выпуск дукатонов был прекращён в 1754 году. Это было обусловлено подписанием в 1753 году австрийско-баварской монетной конвенции, которая являлась попыткой унификации денежных систем двух государств. Согласно договору были определены весовые характеристики новой денежной единицы — конвенционного талера. Входящие в состав Австрийской империи Южные Нидерланды были вынуждены прекратить выпуск дукатонов, заменив их разновидностью конвенционного талера — кроненталером.
Вступив в войну первой коалиции республика Соединённых провинций была занята войсками революционной Франции. В сформированной на территории Нидерландов и зависимой от Франции Батавской республике в 1796 и 1798 годах отчеканили последние дукатоны мизерными тиражами в 435 и 360 экземпляров соответственно.